# Округ Бентон (Мисури)
Округ Бентон (енгл. Benton County) је округ у америчкој савезној држави Мисури.

## Демографија
По попису из 2010. године број становника је 19.056, што је 1.876 (10,9%) становника више него 2000. године.
| Група             | 2000.          | 2010.          |
| Белци             | 16.709 (97,3%) | 18.311 (96,1%) |
| Афроамериканци    | 25 (0,1%)      | 58 (0,3%)      |
| Азијати           | 22 (0,1%)      | 54 (0,3%)      |
| Хиспаноамериканци | 153 (0,9%)     | 291 (1,5%)     |
| Укупно            | 17.180         | 19.056         |